# Берг (Француска)
Берг (фр. Berg) је насељено место у Француској у региону Алзас, у департману Доња Рајна.
По подацима из 2011. године у општини је живело 429 становника, а густина насељености је износила 55,57 становника/km².

## Демографија
| 1962. | 1968. | 1975. | 1982. | 1990. | 2011. |
| ----- | ----- | ----- | ----- | ----- | ----- |
| 369   | 411   | 410   | 436   | 428   | 429   |